# Plévenon
Plévenon è un comune francese di 746 abitanti situato nel dipartimento delle Côtes-d'Armor nella regione della Bretagna.
Dal 1972 alla fine del 2004 è stato unito al comune di Pléhérel che, sciolta l'unione, ha adottato l'attuale nome di Fréhel.

## Monumenti e luoghi d'interesse
- Fort-la-Latte

## Società

### Evoluzione demografica
Abitanti censiti